# Agrupación de Trabajadores Latinoamericanos Sindicalizados
La Agrupación de Trabajadores Latinoamericanos Sindicalistas (ATLAS) fue creada en noviembre de 1952 en México. Tuvo su sede en Buenos Aires (1952), La Habana (1953), Buenos Aires (1954-1955), Lima (1955-1962). La secretaria general estuvo a cargo de la CGT Argentina.
Su creación más bien obedece al intento del peronismo y por medio de la CGT de crear un movimiento obrero que no dependiera de la FSM y la CIOSL. Aunque más sirvió como parte de la política exterior de Juan Domingo Perón.
Como resultado de la Revolución Libertadora en Argentina de 1955, ATLAS es intervenido en enero de 1956. Posteriormente disuelta judicialmente en Argentina en 1958. Si bien su sede se trasladó a Lima, en 1962 interrumpe sus actividades.